# Сенная (станция метро)
«Сенна́я» — строящаяся конечная 17-я станция Нижегородского метрополитена. Будет располагаться на Автозаводской линии, за строящейся станцией «Площадь Свободы» в Нижегородском районе в 400 м от одноимённой площади, под улицами Большой Печёрской и Родионова на месте бывшей одноимённой автостанции рядом с Усиловским микрорайоном. После открытия «Сенная» станет третьей станцией метро в Нагорной части Нижнего Новгорода.

## Возможные названия
В настоящий момент основное рабочее название — «Сенная». В частности, оно фигурирует на схеме линии на станции метро «Горьковская».

## Строительство

### Подготовка к строительству
12 сентября 2018 года муниципальное казённое учреждение «Главное управление по строительству и ремонту метрополитена, мостов и дорожных сетей в городе Нижнем Новгороде» (МКУ «ГУММиД») получило разрешение на подготовку документации по планировке территории для продления линии метрополитена от станции «Горьковская» до станции «Сенная». В приказе говорится, что документы должны быть представлены в департамент градостроительной деятельности и развития агломераций Нижегородской области в течение одного года.
В конце 2019 года правительство Нижнего Новгорода разработало программу развития городской инфраструктуры. Согласно ей, участок до станции «Сенная» должен быть сдан в эксплуатацию до 2030 года.
По подряду 2021 года намечено открытие в 4-м квартале 2025.

### Строительство
5 июля 2022 года была развёрнута строительная площадка вокруг автостанции «Сенная», сама автостанция и находящаяся рядом часть домов были снесены.
В январе 2023 года начались работы по обустройству котлована и выносу инженерных коммуникаций. В конце июня начата разработка котлована для установки двух тоннелепроходческих щитов и строительства станции.
31 января 2024 года тоннелепроходческий комплекс «Владимир» приступил к проходке правого перегонного тоннеля перегона «Сенная — Пл. Свободы». Проходка началась от котлована станции «Сенная». Всего в проходке планировалось задействовать три тоннелепроходческих комплекса.
6 декабря 2024 года в ходе «прямой линии» губернатор Нижегородской области Глеб Никитин сообщил о переносе открытия станции на конец 2026 года. По состоянию на середину октября было прорыто 600 метров. Также в ноябре стало известно, что вместо запуска ещё двух тоннелепроходческих щитов будет запущен только один.
28 декабря 2024 года Telegram-канал «МетроНН» сообщил, что строительство первого километра тоннеля метро от будущей станции Сенной завершилось. В ходе формирования тоннеля уложено свыше 720 колец высокоточной обделки, а у ТЦ «Счастье» на улице Белинского строители пробурили еще 360 метров тоннеля.
15 января 2025 года в СМИ появилась информация о достижении щитом отметки 1200 метров пути со стороны Сенной, что соответствует 75% общей длины правого тоннеля до площади Свободы. 
К 21 февраля 2025 года проходка правого тоннеля к площади Свободы завершена.
По состоянию на 24 марта 2025 года, на площади Свободы проходил демонтаж щита, с последующей транспортировкой по готовому тоннелю его внутренних частей, для последующей сборки и осуществления прокладки левого перегонного тоннеля от котлована «Сенной».
21 мая 2025 года щит «Владимир» начал проходку левого тоннеля от Сенной до площади Свободы.
К 5 августа щитом было пройдено около 250 метров левого тоннеля.

## Расположенные у метро объекты
- Станция «Нижегородская» Нижегородской канатной дороги
- Нижегородская соборная мечеть
- Печерский Вознесенский монастырь
- Завод имени Г. И. Петровского
- Нижегородские трамплины К-60 и К-40

## Архитектура и оформление
Станция спроектирована односводчатой мелкого заложения.

## Путевое развитие
За станцией будут расположены оборотные тупики для оборота и отстоя подвижного состава.